# Stuart Turton
Stuart Turton (nascido em 1980)  é um autor e jornalista inglês. O seu primeiro livro, As Sete Mortes de Evelyn Hardcastle (2018), foi um best-seller internacional.
Turton nasceu e foi criado em Widnes, Inglaterra. Licenciou-se em Inglês e Filosofia na Universidade de Liverpool. Depois de se graduar, Turton trabalhou como professor em Xangai, antes de se tornar jornalista de tecnologia em Londres. Turton viveu no Dubai durante três anos para se tornar um jornalista de viagens, e depois regressou a Londres para escrever seu primeiro romance.

## Carreira
O primeiro romance de Turton, As Sete Mortes de Evelyn Hardcastle, publicado em 2018, foi desde então traduzido e vendido em 28 idiomas.  Numa entrevista concedida ao jornal inglês The Guardian, Turton descreveu a experiência de escrever o livro como "simplesmente horrível".
O segundo romance de Turton, O Demónio das Águas Sombrias, foi publicado em outubro de 2020. Foi vendido em 20 países.
Em novembro de 2020, Turton assinou um contrato com Bloomsbury para escrever mais dois mistérios "high-concept". Ele descreveu-os como "malucos".

### Romances
- The 7 1/2 Deaths of Evelyn Hardcastle (2018)
  - As Sete Mortes de Evelyn Hardcastle (em Portugal, Minotauro, 2020)
- The Devil and the Dark Water (2020)
  - O Demónio das Águas Sombrias (em Portugal, Minotauro, 2021) [9]
- The Last Murder at the End of the World (2024)